# Sứ mệnh cuối cùng của thiên thần
Sứ mệnh cuối cùng của thiên thần (tiếng Hàn: 단, 하나의 사랑, tên khác: Dan, Only Love) là một bộ phim truyền hình Hàn Quốc năm 2019 với sự tham gia của Shin Hye-sun, Kim Myung-soo, Lee Dong-gun, Kim Bo-mi, Do Ji-won và Kim In-kwon. Bộ phim được phát sóng vào thứ Tư và thứ Năm trên đài KBS2 lúc 22:00 (KST) từ ngày 22 tháng 5 đến ngày 11 tháng 7 năm 2019.

## Tóm tắt nội  dung
Lee Yeon-seo (Shin Hye-sun) là một nữ diễn viên ba lê tài năng và đầy thành công từ khi còn nhỏ, một tai nạn trong lúc biểu diễn đã cướp mất thị lực của cô. Cô trở nên nóng nảy và luôn gắt gỏng với mọi người xung quanh mình. Dan (Kim Myung-soo) là một thiên thần lạc quan, vô tư. Anh được giao sứ mệnh cứu giúp các loài động vật và luôn gặp rắc rối vì cứu các con vật. Để trở về thiên đường, anh đã được giao sứ mệnh tưởng chừng như bất khả thi là làm cho Yeon-Seo hiểu được cách yêu, nhưng cuối cùng anh lại yêu mất cô ấy.

## Diễn viên

### Diễn viên chính
- Shin Hye-sun trong vai Lee Yeon-seo / Choi Seol-Hee / Giselle

Một nữ diễn viên múa ba lê chưa bao giờ tin vào tình yêu. Một cô tiểu thư lạnh lùng và luôn quát tháo mọi người nhưng thực ra lại là 1 con người nhạy cảm và luôn cảm thấy cô đơn.
- Kim Myung-soo trong vai Dan / Kim Dan / Yoo Seong-woo

Một thiên thần lạc quan và yêu đời, sứ mệnh cuối cùng của anh là giúp cho Shin Hye-sun hiểu được tình yêu đích thực.
- Lee Dong-gun trong vai Ji Kang-woo

Người cố vấn của Yeon-seo cũng như người hướng dẫn múa ba lê của cô. Anh ấy là một thiên thần đã trở thành người, ám ảnh về Yeon-seo vì cô giống người yêu đã mất của mình, nhưng cuối cùng lại yêu lấy cô.
- Kim Bo-mi trong vai Geum Ni-na

Em họ của Yeon-seo, cũng là một diễn viên múa ba lê phải lòng Kang-woo.
- Do Ji-won trong vai Choi Yeong-ja

Mẹ của Ni-na, giám đốc Nhà hát ba lê Fantasia. Một người phụ nữ tham lam không chịu dừng lại để đạt được điều mình muốn.
- Kim In-kwon trong vai Hu

Một vị tổng lãnh thiên thần giao nhiệm vụ cho Dan.

### Diễn viên phụ
- Lee Ye-na trong vai Hwang Jeong-eun
- Woo Hee-jin trong vai Chung Yu-mi
- Lee Hwa-ryong trong vai Park Gyeong-il
- Gil Eun-hye trong vai Geum Ru-na

Em họ của Yeon-Seo, người sẽ làm bất cứ điều gì để có được em gái của cô ấy những gì cô ấy muốn. Cô ấy còn mưu mô xảo quyệt hơn cả mẹ mình.
- Kim Seung-wook trong vai Geum Ki-chun
- Lee Je-yun trong vai Ki Joon-soo
- Kim Yi-kyung trong vai Gi Bo-ra
- Jo Sung-hyun trong vai Ko Sung-min
- Park Won-sang trong vai giám đốc công ty ba lê

### Khánh mời đặc biệt
- Jang Hyun-sung trong vai Cho Seung-wan (Tập 1–2)
- Kim Ki-moo trong vai kẻ trộm chó (Tập 1)
- Lee Se-na trong vai mẹ của Yeon-seo (Tập 2)
- Lee Seok-jun trong vai cha của Yeon-seo (Tập 2)
- Park Sang-myun (Tập 2, 7, 9, 11–12)

## Sản xuất
Buổi đọc kịch bản đầu tiên được diễn ra vào ngày 18 tháng 1 năm 2019 tại Đài truyền hình KBS Annex ở Yeouido, Hàn Quốc

## Nhạc phim

### Phần 1
| STT | Nhan đề | Thời lượng |
| --- | ------- | ---------- |

| Phát hành ngày 22 tháng 5 năm 2019 | Phát hành ngày 22 tháng 5 năm 2019 | Phát hành ngày 22 tháng 5 năm 2019 | Phát hành ngày 22 tháng 5 năm 2019 | Phát hành ngày 22 tháng 5 năm 2019 | Phát hành ngày 22 tháng 5 năm 2019 |
| STT                                | Nhan đề                            | Phổ lời                            | Phổ nhạc                           | Artist                             | Thời lượng                         |
| ---------------------------------- | ---------------------------------- | ---------------------------------- | ---------------------------------- | ---------------------------------- | ---------------------------------- |
| 1.                                 | "A Welcome Rain" (단비)            | Kim Jong-cheon                     | Lovelyee Kim Jong-cheon            | Lee Moon-sae                       | 4:48                               |
| 2.                                 | "A Welcome Rain" (Inst.)           |                                    | Lovelyee Kim Jong-cheon            |                                    | 4:48                               |
| Tổng thời lượng:                   | Tổng thời lượng:                   | Tổng thời lượng:                   | Tổng thời lượng:                   | Tổng thời lượng:                   | 9:36                               |

### Phần 2
| Phát hành ngày 30 tháng 5 năm 2019 | Phát hành ngày 30 tháng 5 năm 2019 | Phát hành ngày 30 tháng 5 năm 2019 | Phát hành ngày 30 tháng 5 năm 2019    | Phát hành ngày 30 tháng 5 năm 2019 | Phát hành ngày 30 tháng 5 năm 2019 |
| STT                                | Nhan đề                            | Phổ lời                            | Phổ nhạc                              | Artist                             | Thời lượng                         |
| ---------------------------------- | ---------------------------------- | ---------------------------------- | ------------------------------------- | ---------------------------------- | ---------------------------------- |
| 1.                                 | "Oh My Angel"                      | Kim Ji-won                         | Kim Ji-won Seok Hye-min Kim Seong-eun | CHAI (Lee Soo-jung)                | 03:59                              |
| 2.                                 | "Oh My Angel" (Inst.)              |                                    | Kim Ji-won Seok Hye-min Kim Seong-eun |                                    | 03:59                              |
| Tổng thời lượng:                   | Tổng thời lượng:                   | Tổng thời lượng:                   | Tổng thời lượng:                      | Tổng thời lượng:                   | 07:58                              |

### Phần 3
| Phát hành ngày 5 tháng 6 năm 2019 | Phát hành ngày 5 tháng 6 năm 2019           | Phát hành ngày 5 tháng 6 năm 2019 | Phát hành ngày 5 tháng 6 năm 2019 | Phát hành ngày 5 tháng 6 năm 2019 | Phát hành ngày 5 tháng 6 năm 2019 |
| STT                               | Nhan đề                                     | Phổ lời                           | Phổ nhạc                          | Artist                            | Thời lượng                        |
| --------------------------------- | ------------------------------------------- | --------------------------------- | --------------------------------- | --------------------------------- | --------------------------------- |
| 1.                                | "The Nights That I Miss You" (널 그리는 밤) | Hui Jang-nim Lovelyee Rocket Dan  | Hui Jang-nim Lovelyee Rocket Dan  | L (Infinite)                      | 4:22                              |
| 2.                                | "The Nights That I Miss You" (Inst.)        |                                   | Hui Jang-nim Lovelyee Rocket Dan  |                                   | 4:22                              |
| Tổng thời lượng:                  | Tổng thời lượng:                            | Tổng thời lượng:                  | Tổng thời lượng:                  | Tổng thời lượng:                  | 8:44                              |

### Phần 4
| Phát hành ngày 13 tháng 6 năm 2019 | Phát hành ngày 13 tháng 6 năm 2019 | Phát hành ngày 13 tháng 6 năm 2019 | Phát hành ngày 13 tháng 6 năm 2019 | Phát hành ngày 13 tháng 6 năm 2019 | Phát hành ngày 13 tháng 6 năm 2019 |
| STT                                | Nhan đề                            | Phổ lời                            | Phổ nhạc                           | Artist                             | Thời lượng                         |
| ---------------------------------- | ---------------------------------- | ---------------------------------- | ---------------------------------- | ---------------------------------- | ---------------------------------- |
| 1.                                 | "Because of You"                   | Noheul KRAZY PARK                  | Noheul KRAZY PARK                  | Huh Gak                            | 4:16                               |
| 2.                                 | "Because of You" (Inst.)           |                                    | Noheul KRAZY PARK                  |                                    | 4:16                               |
| Tổng thời lượng:                   | Tổng thời lượng:                   | Tổng thời lượng:                   | Tổng thời lượng:                   | Tổng thời lượng:                   | 8:32                               |

### Phần 5
| Phát hành ngày 19 tháng 6 năm 2019 | Phát hành ngày 19 tháng 6 năm 2019 | Phát hành ngày 19 tháng 6 năm 2019 | Phát hành ngày 19 tháng 6 năm 2019     | Phát hành ngày 19 tháng 6 năm 2019 | Phát hành ngày 19 tháng 6 năm 2019 |
| STT                                | Nhan đề                            | Phổ lời                            | Phổ nhạc                               | Artist                             | Thời lượng                         |
| ---------------------------------- | ---------------------------------- | ---------------------------------- | -------------------------------------- | ---------------------------------- | ---------------------------------- |
| 1.                                 | "Stay"                             | Hui Jang-nim Choi In-hee           | Hui Jang-nim Choi In-hee Yoo Young-jun | O.WHEN                             | 4:11                               |
| 2.                                 | "Stay" (Inst.)                     |                                    | Hui Jang-nim Choi In-hee Yoo Young-jun |                                    | 4:11                               |
| Tổng thời lượng:                   | Tổng thời lượng:                   | Tổng thời lượng:                   | Tổng thời lượng:                       | Tổng thời lượng:                   | 8:22                               |

### Phần 6
| Phát hành ngày 26 tháng 6 năm 2019 | Phát hành ngày 26 tháng 6 năm 2019 | Phát hành ngày 26 tháng 6 năm 2019 | Phát hành ngày 26 tháng 6 năm 2019 | Phát hành ngày 26 tháng 6 năm 2019 | Phát hành ngày 26 tháng 6 năm 2019 |
| STT                                | Nhan đề                            | Phổ lời                            | Phổ nhạc                           | Artist                             | Thời lượng                         |
| ---------------------------------- | ---------------------------------- | ---------------------------------- | ---------------------------------- | ---------------------------------- | ---------------------------------- |
| 1.                                 | "In Your Light" (너란 빛으로)      | Fromm                              | Fromm Kwon Young-chan              | Fromm                              | 4:07                               |
| 2.                                 | "In Your Light" (Inst.)            |                                    | Fromm Kwon Young-chan              |                                    | 4:07                               |
| Tổng thời lượng:                   | Tổng thời lượng:                   | Tổng thời lượng:                   | Tổng thời lượng:                   | Tổng thời lượng:                   | 8:14                               |

### Phần 7
| Phát hành ngày 3 tháng 7 năm 2019 | Phát hành ngày 3 tháng 7 năm 2019 | Phát hành ngày 3 tháng 7 năm 2019 | Phát hành ngày 3 tháng 7 năm 2019 | Phát hành ngày 3 tháng 7 năm 2019 | Phát hành ngày 3 tháng 7 năm 2019 |
| STT                               | Nhan đề                           | Phổ lời                           | Phổ nhạc                          | Artist                            | Thời lượng                        |
| --------------------------------- | --------------------------------- | --------------------------------- | --------------------------------- | --------------------------------- | --------------------------------- |
| 1.                                | "Scent" (향기)                    | Hani                              | Tom and Jerry Lee Dong-hyun       | Sojung (Ladies' Code)             | 3:27                              |
| 2.                                | "Pray"                            | Hodge Hee Jang-nim Lovelyee       | Hee Jang-nim Lovelyee             | KLANG                             | 4:12                              |
| 3.                                | "Scent" (Inst.)                   |                                   | Tom and Jerry Lee Dong-hyun       |                                   | 3:27                              |
| 4.                                | "Pray" (Inst.)                    |                                   | Hee Jang-nim Lovelyee             |                                   | 4:12                              |
| Tổng thời lượng:                  | Tổng thời lượng:                  | Tổng thời lượng:                  | Tổng thời lượng:                  | Tổng thời lượng:                  | 15:18                             |

| Phát hành ngày 4 tháng 7 năm 2019 | Phát hành ngày 4 tháng 7 năm 2019 | Phát hành ngày 4 tháng 7 năm 2019 | Phát hành ngày 4 tháng 7 năm 2019 |
| STT                               | Nhan đề | Artist                            | Thời lượng                        |
| --------------------------------- | --- | --------------------------------- | --------------------------------- |
| 1.                                | "Tchaikovsky: Swan Lake, Op.20 - Act II. By A Lake: No.13 Dances Of The Swans - VII. Coda: Allegro Vivace" ([1부] 차이코프스키: 백조의 호수 - 2막. 13번 백조들의 춤 - 콛)            | Mikhail Pletnev                   | 1:51                              |
| 2.                                | "Tchaikovsky: Swan Lake, Op.20 - Act IV. By The Lake: No.28 Finale: Andante - Allegro Agitato - Moderato E Maestoso - Moderato" ([1부] 차이코프스키: 백조의 호수 - 4막. 28번 피날레) | Mikhail Pletnev                   | 6:35                              |
| 3.                                | "Adam: Giselle - Act I. Finale Du 1er Acte Et Scene De Folie" ([10부] 아당: 지젤 - 1막. 1막의 피날레와 광란의 장면)                                                                  | Andrew Mogrella                   | 2:06                              |
| 4.                                | "Adam: Giselle - Act II. Entree D'Hilarion" ([11부] 아당: 지젤 - 2막. 일라리옹의 입장)                                                                                               | Andrew Mogrella                   | 2:25                              |
| 5.                                | "Adam: Giselle - Act II. Entree De Loys - Pas De Deux" ([10부] 아당: 지젤 - 2막. 로이스의 입장 - 파드되)                                                                             | Neville Marriner                  | 2:22                              |
| 6.                                | "Adam: Giselle - Act II. Finale" ([7부] 아당: 지젤 - 4막. 피날레) | Neville Marriner                  | 2:11                              |
| 7.                                | "Tchaikovsky: Swan Lake, Op.20 - Act II. By A Lake: No.13 Dances Of The Swans - II. Moderato Assai" ([2부] 차이코프스키: 백조의 호수 - 2막. 13번 백조들의 춤 - 모데라토 아사이)      | Neeme Järvi                       | 2:29                              |
| 8.                                | "Minkus: Don Quixote - Act I. Don Quixote Invites Quiteria To A Minuet" ([6부] 밍쿠스: 돈키호테 - 1막. 돈키호테가 키테리아를 미뉴엣에 초대)                                          | Nayden Todorov                    | 2:10                              |
| 9.                                | "Minkus: Don Quixote - Act I. Basilio With Friends" ([6부] 밍쿠스: 돈키호테 - 1막. 바실리오와 친구들)                                                                                | Nayden Todorov                    | 2:02                              |
| 10.                               | "Delibes: Coppelia Ballet Suite - Act II. Music Of The Automata And Waltz" ([1부] 들리브: 코펠리아 발레 모음곡 - 2막. 오토마타의 음악과 왈츠)                                        | Heinz Fricke                      | 1:58                              |

## Tỉ lệ người xem
| Tập | Tập       | Số tập | Số tập | Số tập | Số tập | Số tập | Số tập | Số tập | Số tập | Số tập | Số tập | Số tập | Số tập | Số tập | Số tập | Số tập | Số tập |
| Tập | Tập       | 1      | 2      | 3      | 4      | 5      | 6      | 7      | 8      | 9      | 10     | 11     | 12     | 13     | 14     | 15     | 16     |
| --- | --------- | ------ | ------ | ------ | ------ | ------ | ------ | ------ | ------ | ------ | ------ | ------ | ------ | ------ | ------ | ------ | ------ |
|     | Tập.1-16  | 1.143  | 1.437  | 1.086  | 1.396  | 1.211  | 1.408  | 1.148  | 1.431  | 0.987  | 1.217  | 1.201  | 1.548  | 1.036  | 1.215  | 1.133  | 1.330  |
|     | Tập.17-32 | 1.120  | 1.282  | 1.039  | 1.235  | 1.059  | 1.275  | 0.962  | 1.165  | 0.882  | 1.065  | 0.998  | 1.181  | 1.070  | 1.230  | 0.797  | 1.153  |

| Tập. | Ngày phát sóng | Tỷ lệ người xem trung bình (AGB Nielsen) | Tỷ lệ người xem trung bình (AGB Nielsen) | Tỷ lệ người xem trung bình (AGB Nielsen) | Tỷ lệ người xem trung bình (AGB Nielsen) |
| Tập. | Ngày phát sóng | AGB Nielsen                              | AGB Nielsen                              | TNmS                                     |                                          |
| Tập. | Ngày phát sóng | Toàn quốc                                | Seoul                                    | Toàn quốc                                |                                          |
| --- | -------------- | ---------------------------------------- | ---------------------------------------- | ---------------------------------------- | ---------------------------------------- |
| 1 | 22/5/2019      | 7.3% (8th)                               | 7.7% (7th)                               | 7.3%                                     |                                          |
| 2 | 22/5/2019      | 9.2% (6th)                               | 9.5% (5th)                               | 7.7%                                     |                                          |
| 3 | 23/5/2019      | 6.6% (12th)                              | 7.5% (7th)                               | 6.3%                                     |                                          |
| 4 | 23/5/2019      | 8.6% (6th)                               | 8.9% (4th)                               | 7.2%                                     |                                          |
| 5 | 29/5/2019      | 8.2% (8th)                               | 8.6% (5th)                               | 7.4%                                     |                                          |
| 6 | 29/5/2019      | 9.4% (6th)                               | 9.7% (3rd)                               | 8.8%                                     |                                          |
| 7 | 30/5/2019      | 6.7% (15th)                              | 6.8% (12th)                              | 6.5%                                     |                                          |
| 8 | 30/5/2019      | 8.4% (8th)                               | 8.7% (4th)                               | 7.8%                                     |                                          |
| 9 | 5/6/2019       | 6.7% (11th)                              | 6.9% (10th)                              | 5.9%                                     |                                          |
| 10 | 5/6/2019       | 7.9% (6th)                               | 8.3% (5th)                               | 7.4%                                     |                                          |
| 11 | 6/6/2019       | 6.9% (12th)                              | 7.7% (11th)                              | 6.9%                                     |                                          |
| 12 | 6/6/2019       | 8.7% (5th)                               | 9.7% (5th)                               | 7.5%                                     |                                          |
| 13 | 12/6/2019      | 6.3% (12th)                              | 6.6% (11th)                              | 6.6%                                     |                                          |
| 14 | 12/6/2019      | 7.3% (8th)                               | 7.3% (9th)                               | 7.6%                                     |                                          |
| 15 | 13/6/2019      | 7.0% (11th)                              | 7.2% (10th)                              | 5.9%                                     |                                          |
| 16 | 13/6/2019      | 7.8% (8th)                               | 7.9% (7th)                               | 7.5%                                     |                                          |
| 17 | 19/6/2019      | 6.8% (11th)                              | 7.0% (10th)                              | 6.1%                                     |                                          |
| 18 | 19/6/2019      | 7.9% (7th)                               | 8.0% (7th)                               | 7.0%                                     |                                          |
| 19 | 20/6/2019      | 6.5% (13th)                              | 7.4% (9th)                               | 5.3%                                     |                                          |
| 20 | 20/6/2019      | 7.9% (6th)                               | 8.3% (7th)                               | 6.6%                                     |                                          |
| 21 | 26/6/2019      | 7.6% (9th)                               | 7.7% (9th)                               | 6.1%                                     |                                          |
| 22 | 26/6/2019      | 8.1% (6th)                               | 8.5% (7th)                               | 6.7%                                     |                                          |
| 23 | 27/6/2019      | 5.8% (16th)                              | 6.6% (13th)                              | 5.1%                                     |                                          |
| 24 | 27/6/2019      | 7.1% (11th)                              | 7.9% (9th)                               | 6.2%                                     |                                          |
| 25 | 3/7/2019       | 5.5% (17th)                              | 5.8% (15th)                              | 5.6%                                     |                                          |
| 26 | 3/7/2019       | 6.6% (9th)                               | 6.8% (9th)                               | 6.0%                                     |                                          |
| 27 | 4/7/2019       | 5.8% (15th)                              | 6.3% (13th)                              | —                                        |                                          |
| 28 | 4/7/2019       | 7.2% (8th)                               | 7.4% (7th)                               | 5.1%                                     |                                          |
| 29 | 10/7/2019      | 6.8% (16th)                              | 7.6% (10th)                              | —                                        |                                          |
| 30 | 10/7/2019      | 7.8% (9th)                               | 8.7% (6th)                               | —                                        |                                          |
| 31 | 11/7/2019      | 5.1% (19th)                              | 5.5% (18th)                              | 4.1%                                     |                                          |
| 32 | 11/7/2019      | 7.2% (12th)                              | 7.7% (9th)                               | 5.6%                                     |                                          |
| Trung bình | Trung bình     | 7.3%                                     | 7.7%                                     | —                                        |                                          |
| - Trong bảng này, số màu xanh biểu thị tỷ lệ xem thấp nhất và số màu đỏ biểu thị tỷ lệ xem cao nhất. - Bộ phim này được phát sóng trên hệ thống các kênh truyền hình cáp/trả phí nên số lượng người xem thấp hơn so với truyền hình miễn phí (ví dụ như KBS, SBS, MBC hay EBS). - N/A biểu thị tỷ lệ người xem chưa biết. |                |                                          |                                          |                                          |                                          |

## Giải thưởng và đề cử
| Năm  | Giải thưởng                                      | Thể loại                                  | Người nhận                     | Kết quả   |
| ---- | ------------------------------------------------ | ----------------------------------------- | ------------------------------ | --------- |
| 2019 | Giải thưởng phim truyền hình Hàn Quốc lần thứ 12 | Best New Actor                            | Kim Myung-soo                  | Đề cử     |
| 2019 | KBS Drama Awards                                 | Top Excellence Award, Actress             | Shin Hye-sun                   | Đoạt giải |
| 2019 | KBS Drama Awards                                 | Excellence Award, Actor in a Miniseries   | Kim Myung-soo                  | Đề cử     |
| 2019 | KBS Drama Awards                                 | Excellence Award, Actress in a Miniseries | Shin Hye-sun                   | Đề cử     |
| 2019 | KBS Drama Awards                                 | Best Young Actor                          | Ko Woo-rim                     | Đề cử     |
| 2019 | KBS Drama Awards                                 | Best New Actor                            | Kim Myung-soo                  | Đoạt giải |
| 2019 | KBS Drama Awards                                 | Netizen Award, Actor                      | Kim Myung-soo                  | Đề cử     |
| 2019 | KBS Drama Awards                                 | Netizen Award, Actress                    | Shin Hye-sun                   | Đề cử     |
| 2019 | KBS Drama Awards                                 | Best Couple Award                         | Kim Myung-soo and Shin Hye-sun | Đoạt giải |
| 2019 | KBS Drama Awards                                 | K-Drama Hallyu Star                       | Kim Myung-soo                  | Đoạt giải |

## Phát sóng quốc tế
- Philippines: GMA Network
- Indonesia: Trans TV
- Việt Nam